# Pareutropius
Pareutropius es un género de peces de la familia Schilbeidae en el orden de los Siluriformes, distribuidos por ríos y lagos del centro de África.

## Especies
Las especies de este género son:
- Pareutropius buffei (Gras, 1961)
- Pareutropius debauwi (Boulenger, 1900)
- Pareutropius longifilis (Steindachner, 1914)
- Pareutropius mandevillei Poll, 1959